# Heinrich Reinhart (Maler, 1844)
Johann Heinrich Reinhart (* 8. Mai 1844 in Winterthur; † 3. Dezember 1927 ebenda) war ein Schweizer Maler.

## Leben
Der gebürtige Winterthurer Heinrich Reinhart studierte bei Rudolf Koller in Zürich, anschliessend absolvierte er Weiterbildungen in München, Rom und Paris. Während seines Frankreichaufenthalts pflegte er unter anderem Kontakte zu den Künstlern von Barbizon. Heinrich Reinhart, der sich in der Folge sein eigenes Atelier in Winterthur eingerichtet hatte, wurde dort 1881 zum Zeichenlehrer am Gymnasium sowie an der höheren Töchterschule bestellt. Hier unterrichtete er auch Marie Valerie von Österreich, die mit ihrer Mutter Sisi zum Luftkuren nach Winterthur kam.
Der als Porträt- und Genremaler hervorgetretene Heinrich Reinhart schuf insbesondere Kinderporträts.